# داركو فرانوفيتش
داركو فرانوفيتش (بالكرواتية: Darko Franović)‏ مواليد 2 أكتوبر 1967 في كريكفينيسا، جمهورية يوغوسلافيا الاشتراكية الاتحادية، هو لاعب كرة يد كرواتي سابق. حقق المركز الثالث في بطولة أوروبا لكرة اليد للرجال 1994.

## الميداليات
| الميدالية | المسابقة                           |
| --------- | ---------------------------------- |
| برونزية   | بطولة أوروبا لكرة اليد للرجال 1994 |